# Laurence Fishburne
Laurence Fishburne (puno ime: Laurence John Fishburne III) (Augusta, Georgia, 30. srpnja 1961.) američki je filmski i kazališni glumac, redatelj, scenarist i producent. Najpoznatiji je po liku Morpheusu u trilogiji The Matrix.
Zapaženu ulogu imao je u filmu Mistična rijeka, a od 2008. – 2011. glumio je u CSIu.

## Priznanja
Fishburne je 1994. godine nominiran za Oscara u kategoriji za najboljeg muškog glumca u filmu What's Love Got to Do with It. Dvostruki je dobitnik nagrade Emmy: prvi put 1993. za gostujuću ulogu u seriji TriBeCa i drugi put 1997. za Miss Evers' Boys.
Laurence je istaknuti kazališni glumac, te je 1992. dobio nagradu Tony Awards.

## Vanjske poveznice
- Službena stranica
- Laurence Fishburne u internetskoj bazi filmova IMDb-u (engl.)